# Nikola Gruevski
Nikola Gruevski (în macedoneană Никола Груевски; n. 31 august 1970, Skopje, Republica Socialistă Macedonia, RSF Iugoslavia) este un politician din Republica Macedonia care a îndeplinit funcția de prim-ministru al acestei țări între 2006 și 2016. Este de asemenea liderul partidului VMRO-DPMNE din mai 2003. A fost Ministrul Finanțelor în  guvernul VMRO-DPMNE condus de Ljubčo Georgievski până în septembrie 2002.

## Viața personală
Gruevski a terminat școala primară și liceul în Skopje. După ce a absolvit Facultatea de Științe Economice la Universitatea Sf. Clement Ohrid din Bitola în anul 1994, a lucrat în sectorul bancar. În 1996 Gruevski a primit calificări pentru piața de capital internațională de la London Securities Institute. Pe 12 decembrie 2006, a obținut un Master de la facultatea de Științe Economice Ss. Cyril și Universitatea Methodius din Skopje. Gruevski a fondat Asociația Brokerilor din Republica Macedonia în 1998 ca fiind președintele ei și a făcut prima tranzacție Bursa Macedoneană.
Gruevski este căsătorit cu Borkica Gruevska și are o fiică, Anastasija.
Gruevski are rude în Macedonia Greacă ("Aegean Macedonia"). Bunicii săi din partea tatălui provin din Achlada (greacă Αχλάδα; limba macedoneană: Крушоради, Krušoradi), un sat din municipalitatea Meliti din prefectura Florina, Grecia, unde familia sa avea numele de familie Grouios (Γρούϊος). Bunica lui a emigrat în Iugoslavia în timpul războiului civil din Grecia după ce și-a pierdut soțul în războiul Greco-Italian.

## Cariera politică

### Ministrul finanțelor
Guvernul sub Ljubčo Georgievski a vândut compania de telefonie din Macedonia companiei ungare Matav. Gruevski a implementat de asemenea reforme financiare, inclusiv taxa pe valuare adăugată de 18%, cerând facturi fiscale pentru toate firmele Macedonene, un program menit să lupte împotriva evaziunii fiscale.

### Lider de partid
După ce VMRO-DPMNE a fost învins în alegerile parlamentare din 2002, a urmat o perioadă de lupte interne în partid. Gruevski a devenit liderul pro-UE și a fost ales președinte al partidului, după ce Ljubčo Georgievski a părăsit poziția. Fostul premier și creat propriul partid, VMRO-NP, dar VMRO-DPMNE și-a menținut majoritatea simpatizanților.

### Prim Ministru
VMRO-DPME a câștigat alegerile parlamentare din 2006. Pe 25 august a format noul guvern. Guvernul lui mare multe fețe noi, mulți miniștrii având sub 40 de ani.
În iunie 2007, a participat la o întâlnire în Tirana, Albania împreună cu Președintele american George W. Bush, Sari Berisha, Prim-ministrul Albaniei și Ivo Sanader, prim-ministrul Croației.
Pe 1 iunie 2008, coaliția condusă de partidul său VMRO-DPMNE a câștigat alegerile parlamentare, pentru a doua oară consecutiv, câștigând mai mult de jumătate din locurile din parlament. Procesul electoral a fost marcat de unele incidente violente și acuzații de fraudă în unele municipalități dominate de albanezi. El a creat un guvern împreună cu Uniunea Democrată pentru Integrare.

## Publicații
- Gruevski, Nikola și Vaknin, Sam Economia macedoneană la o răscruce, Skopje, NIP Noval Literatura, 1998. ISBN 9989-610-01-0
- Gruevski, Nikola Ieșirea